# Montealegre del Castillo
Montealegre del Castillo er en by og kommune i det sydøstlige Spanien i provinsen Albacete. Den har et indbyggertal på 2.038 (2024) indbyggere.